# 打底褲
打底褲，又稱內搭褲、安全褲，是内衣的一种，為男性或女性所穿著的緊身褲，但通常大多數是女性穿著的，主要是因為女性著裙或衣料上裙質太薄都會有走光之虞，為了防止透光或被風吹起而看見內褲、陰部，所以女性穿著打底褲有較佳的遮蔽，在這種功能上也就有著安全防護的效果。
女性除了穿緊身褲，也可著裙子將緊身褲穿在裡面，又或者改穿襯裙來取代安全褲，而且緊身褲本身也有著許多種顏色，常見的是黑色款。
打底褲一般都是由氨綸、尼龙、棉或是聚酯混紡而成，不過也可能是羊毛或是丝绸材質。有時會將打底褲直接穿在外面，不過一般外面會用其他衣物蓋住部份的打底褲，例如裙子、長的T裇、短褲等，或者是用長裙完全覆蓋住打底褲。
连脚的打底裤袜有时也被称作打底裤，穿着有美腿、保暖等多重功效，可替代秋裤。

## 缺點
长时间穿着打底裤袜，易导致厌氧菌繁殖，诱发阴道炎。冬季穿着保暖性差的打底褲，腿部長時間受涼，易得寒冷性脂膜炎。